# Hybrid (film, 1997)
Pour plus de détails, voir Fiche technique et Distribution.
Hybrid est un film américain réalisé par Fred Olen Ray, sorti en 1997. Il s’agit d’un remake du film Creepozoids de 1987.

## Synopsis
Une équipe de commandos se réfugie dans un laboratoire de recherche abandonné lors d’une tempête d’ions. Ils sont attaqués par une créature qui est un hybride d’humain et d’extraterrestre.

## Distribution
- John Blyth Barrymore : docteur Paul Hamilton
- Brinke Stevens : docteur Leslie Morgan
- J.J. North : Carla Ferguson
- Tim Abell : McQueen
- Ted Monte : Milo Tyrel
- Peter Spellos : sergent Frank Blaine
- Bob Bragg : Pike
- Nikki Fritz : Susan
- Robert Quarry : docteur Farrell[1]

## Production
Le film met en vedette John Blyth Barrymore qui était déjà apparu dans plusieurs films de Fred Olen Ray auparavant. Il dit que le film a été tourné en six jours, dont trois en ce qui le concerne.
Le film comprend des images de Biohazard: The Alien Force (1994), produit par Fred Olen Ray.

## Réception critique
Le film recueille un score d’audience de 0% sur Rotten Tomatoes.